# Nazionale maschile di calcio della Sierra Leone
La nazionale di calcio della Sierra Leone è la rappresentativa calcistica della Sierra Leone ed è posta sotto l'egida della Sierra Leone Football Association, che, fondata nel 1967, si affiliò alla CAF vent'anni più tardi.
Ha partecipato a tre edizioni della Coppa d'Africa, tutte conclusesi al primo turno. Non ha, invece, mai disputato la fase finale del campionato del mondo. Ha vinto 2 Coppe Amílcar Cabral e in altre due occasioni è giunta in finale nel torneo.
Nel ranking FIFA, in vigore da agosto 1993, il miglior posizionamento della Sierra Leone è il 50º posto, raggiunto nell'agosto 2014, mentre il peggiore è il 172º posto del settembre 2007; occupa il 125º posto della graduatoria.

## Storia
La rappresentativa di calcio della Sierra Leone esordì, come squadra dell'omonima colonia britannica, il 10 agosto 1949, in casa contro la Nigeria, all'epoca altra colonia britannica, perdendo per 0-2. Nel 1954 affrontò la Costa d'oro e l'Alto-Volta Togoland (oggi Ghana), perdendo per 2-0 fuori casa.
Il 22 aprile 1961 la squadra perse per 2-4 in casa contro la Nigeria; di lì a poco la Sierra Leone divenne indipendente. Il 12 novembre 1966 la Sierra Leone pareggiò per 1-1 in casa contro la Liberia la prima partita disputata come rappresentativa di un paese indipendente. Una settimana dopo perse per 2-0 in trasferta contro i liberiani.
Il 13 gennaio 1971 la Sierra Leone giocò per la prima volta contro una nazionale non appartenente alla CAF, la nazionale b della Germania Ovest, perdendo per 0-1 in casa. Il 5 aprile 1974 arrivò l'esordio fuori dai confini africani per la Sierra Leone, che fu battuta per 4-1 in Cina dalla nazionale cinese.
Negli anni '90 del XX secolo la nazionale della Sierra Leone visse il migliore periodo della propria storia, riuscendo a qualificarsi alla fase finale della Coppa d'Africa 1994 e della Coppa d'Africa 1996, concluse al primo turno. In seguitò saltò le due successive fasi eliminatorie della Coppa d'Africa a causa della guerra civile in Sierra Leone. Nel corso del decennio la squadra vinse 2 Coppe Amílcar Cabral, nel 1993 (edizione casalinga del torneo) e nel 1995.
Nell'agosto 2014, a causa della grave epidemia di ebola scoppiata nel paese, la nazionale fu costretta a disputare fuori casa le partite previste in casa e subì discriminazioni in occasione delle trasferte in tutto il continente.
Nel 2016 sfiorò la qualificazione alla Coppa d'Africa 2017, terminando il girone eliminatorio un solo punto dietro la capolista Costa d'Avorio.
Il 5 ottobre 2018 la federcalcio locale fu sospesa dalla FIFA per interferenze governative e la squadra fu sospesa dalle eliminatorie della Coppa d'Africa 2019, alle quali non poté partecipare. Nel giugno 2019 il provvedimento fu revocato.
Qualificatasi alla Coppa d'Africa 2021 subendo una sola sconfitta in sei partite del girone eliminatorio, la Sierra Leone uscì poi al primo turno della fase finale disputata in Camerun, avendo ottenuto due pareggi (0-0 contro l'Algeria e 2-2 contro la Costa d'Avorio) e subito una sconfitta (0-1 contro la Guinea Equatoriale).
Il 15 ottobre 2024 batté per 1-0 in casa la Costa d'Avorio, campione d'Africa in carica.

## Colori e simboli

### Divise storiche
| \| Coppa d'Africa 2021 \| Coppa d'Africa 2021 \| Coppa d'Africa 2021 \| Coppa d'Africa 2021 \| \| ------------------- \| ------------------- \| ------------------- \| ------------------- \| \| Casa \| Trasferta \| Terza divisa \| \| \| \| \| \| \| \| Umbro \| \| \| \| | | |
| Coppa d'Africa 2021 | | |
| Casa | Trasferta                                                                                          | Terza divisa                                                                                       |
| Manica sinistra · Maglietta · Maglietta · Manica destra · Pantaloncini · Pantaloncini · Calzettoni | Manica sinistra · Maglietta · Maglietta · Manica destra · Pantaloncini · Pantaloncini · Calzettoni | Manica sinistra · Maglietta · Maglietta · Manica destra · Pantaloncini · Pantaloncini · Calzettoni |
| Umbro | | |

## Palmarès
- Coppa Amílcar Cabral: 2

Sierra Leone 1993, Mauritania 1995

### Altri piazzamenti
- Coppa Amílcar Cabral:

secondo posto: Sierra Leone 1984, Senegal 1986

## Partecipazioni ai tornei internazionali
Legenda: Grassetto: Risultato migliore, Corsivo: Mancate partecipazioni

| Coppa Amilcar Cabral - 1979 - Non partecipante - 1980 - Non partecipante - 1981 - Non partecipante - 1982 - Primo turno - 1983 - Primo turno - 1984 - Secondo posto - 1985 - Primo turno - 1986 - Secondo posto - 1987 - Quarto posto - 1988 - Quarto posto - 1989 - Quarto posto - 1991 - Semifinali - 1993 - Campione - 1995 - Campione - 1997 - Primo turno - 2000 - Primo turno - 2001 - Ritirata - 2005 - Primo turno - 2007 - Primo turno | Coppa WAFU - 2002 - Cancellata - 2010 - Non partecipante - 2011 - Non partecipante - 2013 - Primo turno - 2017 - Primo turno - 2019 - Quarti di finale |

## Rosa attuale
Lista dei convocati per le partite contro la Costa d'Avorio dell'11 e 15 ottobre 2024.
Presenze, reti e numerazione aggiornate al 10 settembre 2024.
| N. | Pos. | Giocatore             | Data nascita (età) | Pres. | Reti | Squadra                    |
| -- | ---- | --------------------- | ------------------ | ----- | ---- | -------------------------- |
| 1  | P    | Mohamed Kamara        | 29 aprile 1999     | 24    | 0    | Horoya                     |
| 23 | P    | Francis Koroma        | 15 maggio 2000     | 2     | 0    | East End Lions             |
| 16 | P    | Isaac Caulker         | 20 gennaio 1992    | 0     | 0    | Kallon                     |
| 19 | D    | Emmanuel Samadia      | 19 aprile 2001     | 21    | 0    | Hapoel Rishon LeZion       |
| 5  | D    | Steven Caulker        | 29 dicembre 1991   | 15    | 0    | Malaga                     |
| 15 | D    | Abdoulie Jarjue Kabia | 27 gennaio 2001    | 5     | 0    | Hapoel Kfar Saba           |
| 3  | D    | Mohamed Bangura       |                    | 0     | 0    | Wilberforce Strikers       |
| 12 | D    | Nathaniel Jalloh      | 7 settembre 2005   | 0     | 0    | Kallon                     |
| 10 | C    | Mustapha Bundu        | 27 febbraio 1997   | 18    | 3    | Plymouth Argyle            |
| 6  | C    | Alhassan Koroma       | 9 giugno 1997      | 18    | 1    | Al Shahaniya               |
| 4  | C    | Abu Dumbuya           | 29 gennaio 1999    | 16    | 0    | Gençlik Gücü               |
| 11 | C    | Sullay Kaikai         | 26 agosto 1995     | 16    | 1    | Cambridge United           |
| 8  | C    | Alusine Koroma        | 9 giugno 1997      | 14    | 0    | Orihuela                   |
|    | C    | Jonathan Morsay       | 5 ottobre 1997     | 11    | 1    | AEL Limassol               |
| 18 | C    | Ibrahim Sillah        | 4 aprile 1995      | 8     | 0    | ACV                        |
| 21 | C    | Rodney Michael        | 10 agosto 1999     | 6     | 1    | POX                        |
| 17 | C    | Issa Kallon           | 3 gennaio 1996     | 5     | 0    | Nantong Zhiyun             |
| 27 | C    | Hindolo Mustapha      | 29 luglio 2006     | 2     | 1    | Crystal Palace             |
| 14 | C    | Tyrese Fornah         | 11 settembre 1999  | 1     | 0    | Salford City               |
| 22 | C    | Momoh Kamara          | 6 maggio 2005      | 0     | 0    | Leixões                    |
|    | C    | Augustus Kargbo       | 24 agosto 1999     | 19    | 5    | Cesena                     |
| 9  | A    | Amadou Bakayoko       | 1º gennaio 1996    | 12    | 3    | Hokkaido Consadole Sapporo |
|    | A    | Daniel Kanu           | 14 novembre 2004   | 5     | 0    | Charlton Athletic          |
|    | A    | Josh Koroma           | 9 novembre 1998    | 2     | 0    | Huddersfield Town          |
| 2  | A    | Nabieu Navas Daffae   |                    | 0     | 0    | Luawa                      |

## Tutte le rose

### Coppa d'Africa
Coppa d'Africa 1994P B. Kamara, P Marah, D Bockarie, D Kallon, D A. Kamara, D Mo. Kanu, D King, D Mansaray, D A. Sessay, C Bangoura, C A. T. Conteh, C L. Conteh, C A. Kanu, C Karim, C Koroma, C Sama, C Tieh, A Allen, A K. Conteh, A George, A Mu. Kanu, A G. Sessay, CT: Zarpanelian
Coppa d'Africa 1996P B. Kamara, P Marah, D Bah, D G. Bangura, D L. Bangura, D K. Conteh, D A. B. Kamara, D I. Kamara, D I. B. Kamara, D Koroma, D Sama, C Mo. Kanu, C Mu. Kanu, C Karim, C Wurie, A L. Conteh, A Mo. Kallon, A Mu. Kallon, A Ab. Kanu, A Sessay, A Sillah, CT: Palmgren
Coppa d'Africa 20211 Mo. Kamara II, 2 Kakay, 3 Wright, 4 Mo. Kamara I, 5 S. Caulker, 6 J. Kamara, 7 Quee, 8 Fofanah, 9 Williams, 10 K. Kamara, 11 Kaikai, 12 A. Kamara, 13 Kargbo, 14 Turay, 15 Dunia, 16 I. Sesay, 17 Bangura, 18 D. Sesay, 19 Bundu, 20 Mansaray, 21 Kanu, 22 Kallon, 23 I. Caulker, 24 Barrie, 25 Francis, 26 S. Kamara, 27 Dumbuya, 28 Mu. Kamara, CT: Keister